# Langeland

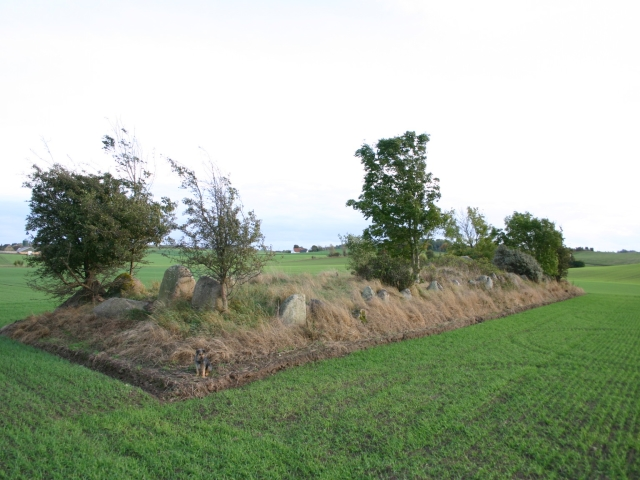
Imagem da ilha de Langeland.

Langeland é uma ilha na Dinamarca, localizada entre o Grande Belt e a Baía de Kiel, à sudeste da ilha de Fyn.
Seu território também é um município, parte da região Sul da Dinamarca, criado pela reforma comunal realizada em 2007. O município foi criado a partir da junção dos seguintes três municípios:
- Rudkøbing
- Sydlangeland
- Tranekær

## Coordenadas geográficas
- Latitude: 54° 56′ 0″ N,

- Longitude: 10° 47′ 0″ E

## Ilha de Langeland
A ilha é ligada à Fiónia por uma pontes via Siø e Tåsinge.
Também existem ligações ferry-boat para as ilhas de Lolland, Ærø e Strynø.
A principal cidade é Rudkøbing. As paisagens relativamente acidentadas no sul da ilha testemunham a atividade das geleiras/glaciares durante o quaternário. Eles aí deixaram montículos de morena, características que se encontram um pouco por toda a Dinamarca.

## Economia
A ilha tem culturas de cereais e de beterraba açucareira, assim como criação de gado.